# Aubéron (maison d'édition)
 (septembre 2012).
Si vous disposez d'ouvrages ou d'articles de référence ou si vous connaissez des sites web de qualité traitant du thème abordé ici, merci de compléter l'article en donnant les références utiles à sa vérifiabilité et en les liant à la section « Notes et références ».
Pour l’article ayant un titre homophone, voir Obéron.
Les éditions Aubéron ont été créées en 1990, à Bordeaux, par Antoine Burguete, qui fut auparavant libraire, représentant d’une filiale de diffusion du groupe Gallimard (CDE), puis directeur d'une société de distribution régionale. Aujourd'hui la maison d'édition est basée à Aïcirits-Camou-Suhast, dans les Pyrénées-Atlantiques.

## Présentation
Les éditions Aubéron, du nom d’un personnage de la chanson de geste Huon de Bordeaux publient dans différents domaines : littérature générale, romans historiques (les cycles de Pierre Naudin ou de Bernard Mahoux, ou les romans préhistoriques de Marc Klapczynski), mais aussi des biographies, des recueils de contes traditionnels ainsi que de rééditions d'auteurs classiques, comme Pierre Loti ou Frédéric Mistral. Une part du catalogue est consacrée aux livres régionaux, et à deux régions en particulier : l'Aquitaine (Pays basque, Landes, Gironde, Charente...) et la Provence.

## Auteurs publiés
- Pierre Naudin [1]:
  - Cycle d'Ogier d'Argouges (sept volumes)
  - Cycle de Tristan de Castelreng (sept volumes)
  - Cycle de Gui de Clairbois (neuf volumes)
  - Cycle de Richard de Clairbois (quatre volumes)

- Bernard Mahoux :
  - La Malédiction des Trencavel (sept volumes)

- Marc Klapczynski :
  - Ao, l’homme ancien, (traduit en espagnol, en coréen et en tchèque), adapté au cinéma par Jacques Malaterre sous le titre Ao, le dernier Néandertal[2]

- André Dufilho  :
  - Docteur, un cheval vous attend - Mémoires d'un médecin du Pays basque

- Alain Quella-Villéger :
  - Pierre Loti, le pèlerin de la planète, (traduit en turc et en japonais)

- Michel Lamy :
  - Les Templiers : ces grands seigneurs aux blancs manteaux, (traduit en espagnol et en portugais)

- Xavier de Fourvière :
  - Lou Pichot Tresor (dictionnaire français-provençal)
  - Grammaire provençale, suivie d'un guide de conversation.

- Jean-François Bladé :
  - Contes populaires de la Gascogne, (édition intégrale)